# 60. nordlige breddekreds
Den 60. nordlige breddekreds (eller 60 grader nordlig bredde) er en breddekreds, der ligger 60 grader nord for ækvator. Den løber gennem Europa, Asien, Stillehavet, Nordamerika og Atlanterhavet.
Oslo, Stockholm, Helsingfors, Sankt Petersborg, Shetlandsøerne og sydspidsen af Grønland ligger alle tæt på den 60. nordlige breddekreds.
Polarjetstrømmen, den nordligste af de to jetstrømme på den nordlige halvkugle, ligger normalt omkring 60 grader nord i 7-10 kilometers højde.